# 莫尔日河 (沃州)
46°30′14″N 6°29′40″E / 46.50389°N 6.49444°E

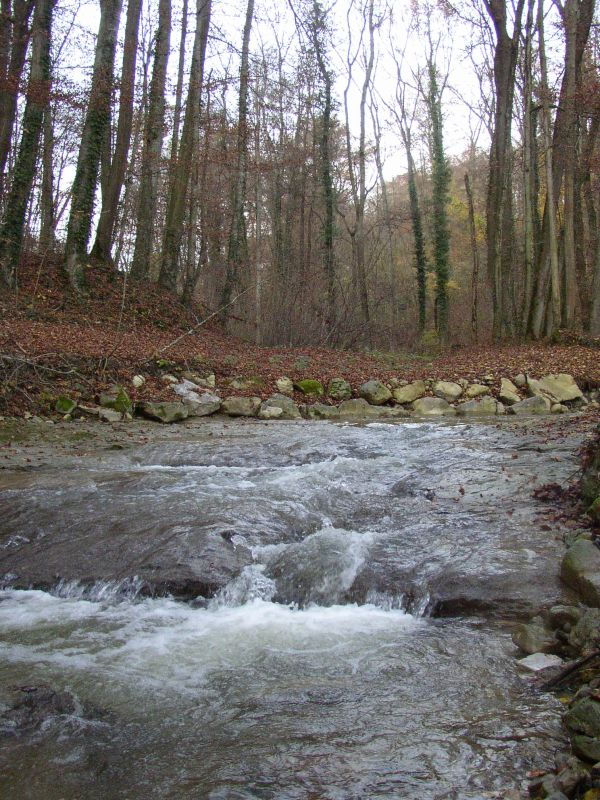

莫爾日河（法語：Morges，法語發音：[mɔʁʒ]）是瑞士的河流，位於該國西部，流經沃州，屬於羅訥河的支流，河道全長14公里，發源自阿普勒，最終在莫爾日注入萊芒湖。